# Масили
Масилите (на гръцки: Μασσύλιοι Massylioi; на латински: Massyli) са древно племе бербери в Източна Нумидия през 4 век пр.н.е.
Територията им (Масилия, Massylia) граничела на изток с Картаген, на запад с Масайсилия (Masaisylia), територията на Масесилите (Μασαισύλιοι Masaisylioi, Masaesyli). Най-важните им градове са били Цирта, Тебеса и Туга.